# Lars Reck
Lars Reck (Maastricht, 16 februari 1999) is een Nederlands voetballer die als aanvaller speelt.

## Carrière
Lars Reck speelde in de jeugd van VV Partij '33 en MVV Maastricht. Sinds 2018 maakt hij deel uit van de selectie van MVV Maastricht, waar hij debuteerde op 9 november 2018, in de met 3-2 verloren uitwedstrijd in de Eerste divisie tegen FC Volendam. Reck kwam in de 66e minuut bij een 3-0 achterstand in het veld voor Joeri Schroijen, en gaf in de 73e minuut de assist op de 3-1 van Anthony van den Hurk. In 2019 vertrok hij, na twee wedstrijden voor MVV gespeeld te hebben, naar Hoofdklasser RKSV Minor. Na een half jaar ging hij naar het Belgische Sporting Hasselt dat uitkomt in de Tweede klasse amateurs.

### Statistieken
| Seizoen                    | Club           | Land           | Competitie     | Competitie | Competitie | Beker | Beker | Totaal | Totaal |
| Seizoen                    | Club           | Land           | Competitie     | Wed.       | Dlp.       | Wed.  | Dlp.  | Wed.   | Dlp.   |
| -------------------------- | -------------- | -------------- | -------------- | ---------- | ---------- | ----- | ----- | ------ | ------ |
| 2018/19                    | MVV Maastricht | Nederland      | Eerste divisie | 2          | 0          | 0     | 0     | 2      | 0      |
| Carrièretotaal             | Carrièretotaal | Carrièretotaal | Carrièretotaal | 2          | 0          | 0     | 0     | 2      | 0      |
| Bijgewerkt op 28 juli 2019 |                |                |                |            |            |       |       |        |        |